# Abyssoniscus ovalis
Abyssoniscus ovalis är en kräftdjursart som beskrevs av Yakov Avadievich Birstein 1971. Abyssoniscus ovalis ingår i släktet Abyssoniscus och familjen Haploniscidae. Inga underarter finns listade i Catalogue of Life.